# Parnassius nomion
Espèce
Parnassius nomion est une espèce d'insectes lépidoptères de la famille des Papilionidae, de la sous-famille des Parnassiinae et du genre Parnassius. 

## Dénomination
Parnassius nomion a été décrit par Fischer de Waldheim en 1823.

### Sous-espèces
- Parnassius nomion nomion
- Parnassius nomion aurora O. Bang-Haas, 1933
- Parnassius nomion dis Grum-Grshimailo, 1890'[3]
- Parnassius nomion gabrieli Bryk
- Parnassius nomion korshunovi Kreuzberg & Pljushch, 1992
- Parnassius nomion mandschuriae Oberthür, 1891
- Parnassius nomion minschani Bryk-Eisne
- Parnassius nomion nominulus Staudinger, 1895
- Parnassius nomion nomius Grum-Grshimailo, 1891[4]
- Parnassius nomion oberthuerianus Bryk
- Parnassius nomion richthofeni Bang-Haas
- Parnassius nomion shansiensis Eisner
- Parnassius nomion theagenes Fruhstorfer
- Parnassius nomion tsinlingensis Bryk & Eisner[2].

## Description
Parnassius nomion est un papillon au corps poilu, aux ailes antérieures blanches marquées de gris et aux ailes postérieures blanches avec plusieurs grosses taches rouges cernées de noir.

## Biologie
Parnassius nomion vole de juillet à mi-août. 
Il hiverne au stade d’œuf ou de chenille formée dans le chorion.

### Plantes hôtes
Les plantes hôtes sont des plantes succulentes du genre Sedum ou Orostachys.

## Écologie et distribution
Parnassius nomion est présent dans le sud de la Sibérie, dans l'Extrême-Orient russe, en Mongolie, en Mandchourie et en Corée,.

### Biotope
Parnassius nomion réside dans la steppe.

### Protection
Pas de statut de protection particulier

### Philatélie
Un timbre a été émis en 1989 en Corée du Nord.